# 300 Спартанаца
300 Спартанаца (енгл. The 300 Spartans) је амерички епски историјско-драмски филм из 1962. године, режисера и копродуцента Рудолфа Матеа. Главне улоге у филму тумаче Ричард Иган, Ралф Ричардсон, Дајана Бејкер, Бари Коу, Дејвид Фарар, Доналд Хјустон и Ана Синодину, а радња се фокусира на Термопилску битку. Настао у сарадњи са грчком владом, филм је снимљен у селу Перахора на Пелопонезу.
По изласку филма, неки критичари су га доживели као коментар на Хладни рат. Филм је имао велики утицај на Френка Милера, чији графички роман 300 такође приказује Термопилску битку; по овом графичком роману је 2006. године снимљен истоимени филм у режији Зака Снајдера.

## Радња
Персијски краљ Ксеркс I предводи огромну војску у Европу како би поразио мале грчке градове-државе, не само да би испунио идеју о „једном свету под влашћу једног господара”, већ и да би осветио пораз свог оца Дарија I у бици код Маратона десет година раније. Са њим су Артемизија, краљица Халикарнаса, која опчињава Ксеркса својим шармом, и Демарат, прогнани краљ Спарте, чија упозорења Ксеркс игнорише. Ксеркс ослобађа заробљеног спартанског војника Агатона и наређује му да обавести Грке о њиховој предстојећој пропасти.
У Коринту, атински војсковођа Темистокле добија подршку грчких градова-држава и убеђује и њихове представнике и спартанског краља Леониду I да Спарта преузме вођство над савезничким грчким снагама, при чему би Темистокле добио команду над атинском флотом, недавно појачаном са 200 нових бродова. Испред скупштине, Леонида и Темистокле се договарају да утврде уски пролаз код Термопила са претходницом док остатак војске не стигне.
Након што од Агатона сазна за персијско напредовање, Леонида путује у Спарту како би окупио трупе. У Спарти, његов савладар краљ Леотихида II води изгубљену битку са ефорима – саветом од пет магистрата – око верског празника Карнеје који треба да се одржи. Чланови савета тврде да војска мора сачекати да се празник заврши пре него што крене у рат, док се Леотихида боји да ће Персијанци дотле већ освојити Грчку. Леонида одлучује да одмах крене на север са својом лично обученом гардом од 300 ветерана, који су изузети од одлука ефора и герузије, док Леотихида остаје у Спарти. Ових 300 Спартанаца касније појачава одред од око 700 добровољаца из Теспије под вођством Демофила, као и неколико других грчких савезника.
Након неколико дана борби, Ксеркс постаје бесан јер његова војска више пута бива потучена од стране Грка, са Спартанцима у првим редовима. Леонида прима вест од своје жене да ће се, по одлуци ефора, остатак спартанске војске, уместо да му се придружи како је очекивао, само утврдити на превлаци Пелопонеза и да неће ићи даље. Грци непрестано одбијају Персијанце; након пораза већине својих „Бесмртника” од стране Спартанаца и погибије двојице своје браће, Ксеркс почиње да размишља о повлачењу у Сард како би касније прикупио већу војску.
Он се припрема за повлачење, по савету Артемизије. Међутим, Ксеркс добија информацију од издајничког и похлепног Ефијалта, кога је такође одбила спартанска девојка Елас, о тајној старој козјој стази кроз планине која ће омогућити Персијанцима да нападну Грке са леђа. Обећавајући богату награду издајничком пастиру за ову информацију, охрабрени Ксеркс шаље војску напред. Фокидске трупе које је Леонида послао да чувају тајни пролаз брзо бивају поражене.
Када схвати да ће бити опкољени, Леонида шаље савезничке Грке назад како би упозорили градове на југу. Недовољно бројни да задрже пролаз, Спартанци крећу у напад на персијски фронт, где се налази и сам Ксеркс. Леонида гине у борби. У међувремену, Теспијци, који су одбили да се повуку, бивају потучени док бране позадину. Опкољени, преживели Спартанци одбијају Ксерксов захтев да предају тело Леониде у замену за сигуран пролаз. Сви затим бивају убијени у киши стрела коју испаљују преостали Бесмртници.
После овога, у нарацији се наводи да су битка код Саламине и битка код Платеје окончале персијску инвазију, али да Грци не би могли да се организују и победе без времена које су им купили 300 Спартанаца који су се супротставили тиранији Ксеркса код Термопила. Једна од последњих сцена филма приказује камени споменик са епитафом Симонида са Кеја, који наратор рецитује у част храбрости палих 300 Спартанаца: „О, странче, кажи Спартанцима да овде лежимо, послушни њиховој заповести.”
Филм се затим завршава речима: „...Али то није била само победа за Грчку, већ и снажан пример за све слободне народе широм света шта неколико храбрих људи може да постигне када одбије да се покори тиранији!”

## Улоге
| Глумац                | Улога              |
| --------------------- | ------------------ |
| Ричард Иган           | краљ Леонида I     |
| Ралф Ричардсон        | Темистокле         |
| Дајана Бејкер         | Елас               |
| Бари Коу              | Филон              |
| Дејвид Фарар          | краљ Ксеркс I      |
| Доналд Хјустон        | Хидарн             |
| Ана Синодину          | краљица Горго      |
| Кирон Мур             | Ефијалт из Трахиса |
| Џон Крофорд           | Агатон             |
| Роберт Браун          | Пентеј             |
| Лоренс Нејсмит        | грчки делегат      |
| Ен Вејкфилд           | Артемизија         |
| Иван Тризо            | Демарат            |
| Чарлс Фернли Фосет    | Мегистијас         |
| Михалис Николинакос   | Мирон              |
| Сандро Ђиљо           | Ксенатон           |
| Димос Старениос       | Самос              |
| Ана Рафтопулу         | Торис              |
| Јоргос Муциос         | Демофил            |
| Никос Папаконстантину | Грелас             |
| Костас Баладимас      | Мардоније          |